# Minnesota Swarm
Die Minnesota Swarm sind ein Team der nordamerikanischen National Lacrosse League (NLL) mit Sitz in Saint Paul, Minnesota.

## Geschichte

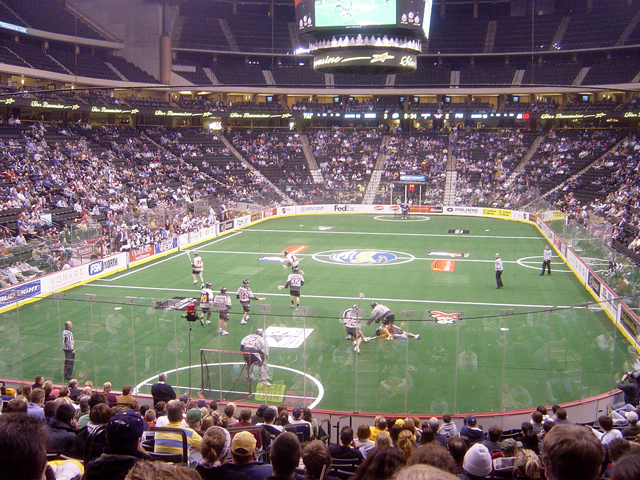
Spiel im Xcel Energy Center gegen die Philadelphia Wings

Das Team der Minnesota Swarn wurde 2004 gegründet, als die Minnesota Sports & Entertainment, zu der auch das Eishockeyteam Minnesota Wild gehört, die Lizenzrechte der inaktiven Montreal Express übernahm. Am 10. Dezember 2004 absolvierte die neu zusammengestellte Mannschaft vor über 14.000 Zuschauern ihr erstes Vorbereitungsspiel gegen die Colorado Mammoth. Das erste Spiel der NLL-Saison am 1. Januar 2005 gewannen die Swarm bei den Rochester Knighthawks mit 12:11. Die erste Spielzeit wurde mit fünf Siegen bei elf Niederlagen beendet. Als Fünfter der Eastern Division verpasste die Mannschaft damit den Einzug in die Playoffs. In den Saisons 2006 und 2007 konnte sich das Team als Vierter bzw. Dritter der Division für die Playoffs qualifizieren, scheiterte aber jeweils im Divisions-Halbfinale. 2008 konnte die Saison erstmals als Division-Erster beendet werden, doch wie in den beiden Jahren zuvor schieden die Swarm in den Playoffs im Halbfinale aus.

## Saisonergebnisse
| Saison | Division | S-N  | RS | Heim | Auswärts | ET  | GT  | Playoffs             |
| ------ | -------- | ---- | -- | ---- | -------- | --- | --- | -------------------- |
| 2005   | Eastern  | 5-11 | 5. | 2-6  | 3-5      | 188 | 231 | nicht qualifiziert   |
| 2006   | Eastern  | 8-8  | 4. | 3-5  | 5-3      | 158 | 171 | Divisions-Halbfinale |
| 2007   | Eastern  | 9-7  | 3. | 4-4  | 5-3      | 200 | 207 | Divisions-Halbfinale |
| 2008   | Eastern  | 10-6 | 1. | 6-2  | 4-4      | 199 | 176 | Divisions-Halbfinale |

S-N = Siege-Niederlagen; RS = Divisions-Platzierung der Regulären Saison; ET = Erzielte Tore; GT = Gegentore